# Беспосадочный перелёт Москва — Северная Америка
Беспосадочный перелёт Москва — Северная Америка — беспосадочный перелёт советских авиаторов, совершённый в 1939 году на самолёте ЦКБ-30 «Москва».

## История

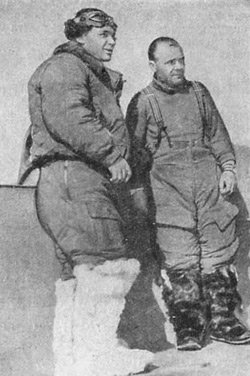
Коккинаки и Гордиенко на крыле своего самолёта «Москва»

После беспосадочного перелета на Дальний Восток — летчик Коккинаки и штурман Бряндинский приступили к подготовке перелета в Америку, однако их планы нарушила гибель Бряндинского. На его место был назначен штурман М. Х. Гордиенко.
28—29 апреля 1939 года на самолёте ЦКБ-30 «Москва» советский экипаж в составе командира экипажа летчика-испытателя — В. К. Коккинаки и штурмана — М. Х. Гордиенко совершил беспосадочный перелёт из Москвы в Северную Америку по маршруту: Москва — Новгород — Хельсинки — Тронхейм — Исландия — мыс Фарвель (южная оконечность Гренландии) — остров Мискоу — протяжённостью почти 8000 километров (6516 километров по прямой).
Стартовал экипаж с подмосковного аэродрома Щёлково 28 апреля в 4 часа 19 минут и за 22 часа 56 минут их самолёт преодолел почти восемь тысяч километров. Выбранное время старта обеспечивало весь полет по маршруту вслед за солнцем, в дневных условиях. Это облегчало экипажу задачи по ориентировке и определению места самолёта.
Условия погоды не позволяли совершить посадку в Нью-Йорке, всё восточное побережье США было закрыто для посадки самолётов, и лётчики изменили курс. В наступивших сумерках они сумели совершить посадку с убранным шасси на небольшом болотистом островке Мискоу в заливе Святого Лаврентия.
Посадкой на канадском острове Мискоу закончился этот первый в истории авиации перелёт по одному из маршрутов, связывающих Россию с Америкой.
Встречать самолёт «Москва» и оказывать помощь экипажу должен был Бутусов Виктор Павлович (1911—1985), который занимался в США закупкой производственного оборудования для советских авиазаводов. Бутусов вылетел на зафрактованном самолёте на остров Мискоу и сделал несколько фотоснимков с места вынужденной посадки самолёта «Москва».
| Фотография | Пояснение Бутусова на обратной стороне фотографии |
| ---------- | --- |
|            | «Miscou Island. 29.IV.39. Снято В. П. Бутусовым с самолёта „амфибия“ на бреющем полёте. Второй круг над самолётом „Москва“. В этот раз был сброшен вымпел лётчиком с моей запиской о том, что мы пришли на помощь и чтобы они не волновались. Самолёт „Москва“ во время скольжения по земле (см. следы от гондол) наткнулся на пенёчек и повернулся вокруг него под прямым углом. Если бы не это — впереди смерть!». Почему именно впереди смерть не объясняется. |
|            | «Miscou Island, Canada. Рубка самолёта „Москва“. Вечер 29.IV.39. Фото Бутусова.» |
|            | «Miscou Island, Canada. Правый мотор самолёта „Москва“. Видна трещина на обшивке сзади выхлопных труб. Рама мотора сломана. Фото Бутусова. 29.IV.39.» |
|            | «Коккинаки и Гордиенко перед вылетом с острова Miscou, Канада, 30 апреля 1939 г. Фото Бутусова. Коккинаки удручён: при посадке „на брюхо“ самолёт уже в темноте ударился о землю и штурвал повредил лётчику рёбра. На этой двуколке лётчиков доставили к месту отлёта самолёта Джонса». Возможно, под термином «повредил рёбра» следует понимать «сломал рёбра»                                                                                                   |
|            | "Заправка самолёта Джонса «Flying grave» («Летающий гроб), на котором Коккинаки и я перелетели последними с острова Miscou в Монктон. 30.IV.39. Фото Бутусова.» |
|            | «На этом самолёте лётчика Джонса мы с В. К. Коккинаки перелетели последними 30 апреля 1939 г. с острова Миску на материк в Монктон через большой кусок Атлантич. океана. Фото В. П. Бутусова. 30.IV.39» |

1 мая 1939 года от руководителей СССР была направлена телеграмма экипажу самолёта «Москва»:

Нью-Йорк

тт. В. Коккинаки, М. Гордиенко
Горячо поздравляем вас с благополучным завершением выдающегося перелета Москва — Северная Америка.
Ваш перелет, покрывший 8000 километров за 22 часа 56 минут, показал, что мужественные отважные советские летчики могут успешно решать труднейшие задачи мировой авиации.
Обнимаем вас, желаем здоровья и крепко жмем ваши руки.
По поручению правительства СССР

В. МОЛОТОВ. И. СТАЛИН.
Правда. 1939. 1 мая.

После перелёта Коккинаки и Гордиенко приехали 1 мая в Нью-Йорк — в день открытия Всемирной выставки 1939 года.

## Награды

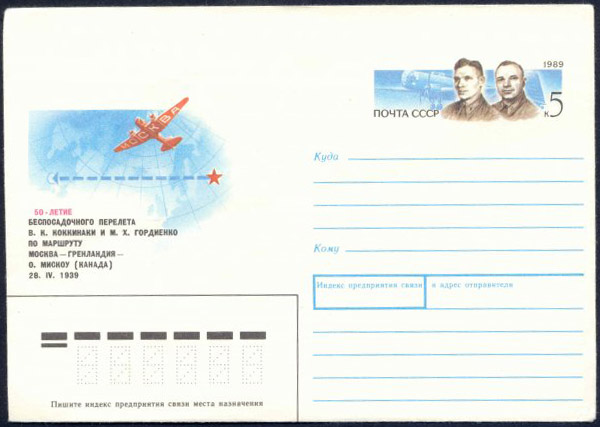
Почтовый конверт СССР:
50-летие полёта Москва − Северная Америка

- Лётчики были награждены орденом Ленина и медалью «За отвагу» одним указом одновременно.
- Учитывая заслуги В. К. Коккинаки как первооткрывателя этой трассы, Международный комитет авиации и космонавтики (ICCA) в 1965 году наградил его «Цепью пионера розы ветров»[4].

## Память
- В 1989 году был выпущен почтовый конверт СССР, посвященный 50-летию перелёта.
- С 1959 года маршрут, проложенный В. К. Коккинаки и М. X Гордиенко, стал использоваться для регулярных беспосадочных перелетов из Москвы в Нью-Йорк и обратно.